# COT I Martínez

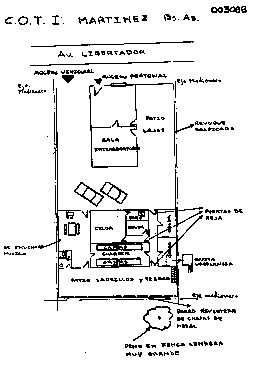
Plano de COT I Martínez

COTI Martínez (Centro de Operaciones Tácticas I) fue un centro clandestino de detención ubicado en el norte del conurbano bonaerense situado en Avda. Libertador N.º 14 237/43, de la localidad de Martínez, Partido de San Isidro. Dependiendo de la Jefatura de Policía de la Provincia de Buenos Aires, bajo el mando del entonces Coronel Ramón Camps, y de la Dirección General de Investigaciones a cargo de Miguel Etchecolatz, operó un Circuito l de Campos Clandestinos de Detención, dentro del Área 113.